# Salicilato de fenilo
El salicilato de fenilo, salicilato de fenol, también conocido como salol, es una substancia química, introducido en 1886 por Marceli Nencki de Basilea. Puede ser creado por calentamiento de ácido salicílico con fenol. Una vez utilizado en los protectores solares, el salicilato de fenilo se usa ahora en la fabricación de algunos polímeros, lacas, adhesivos, ceras y pulimentos. También se utiliza con frecuencia en la escuela para realizar demostraciones de laboratorio sobre cómo las velocidades de enfriamiento afectan al tamaño de los cristales en rocas ígneas.

## Reacción Salol
En la reacción salol, el salicilato de fenilo reacciona con o-toluidina en 1,2,4-triclorobenceno a temperaturas elevadas en la correspondiente amida o-Salicylotoluide. La salicilamida es un tipo de fármaco.

## Medicinal
Se ha utilizado como antiséptico sobre la base de la actividad antibacteriana en la hidrólisis en el intestino delgado. 
Actúa asimismo como leve analgésico.